# Jackson Hopkins
Jackson Hopkins, né le 1er juillet 2004 à Fredericksburg, en Virginie aux États-Unis, est un joueur américain de soccer qui joue au poste d'avant-centre à D.C. United en MLS.

## Biographie

### En club
Né à Fredericksburg, en Virginie aux États-Unis, Jackson Hopkins est notamment formé par D.C. United. Le 13 avril 2022, il signe son premier contrat professionnel avec le club et devient le dix-huitième Homegrown Player de l'histoire de la franchise,.
Il commence toutefois sa carrière avec l'équipe réserve de D.C. United, Loudoun United, faisant ses débuts lors d'un match de USL Championship face au Battery de Charleston le 28 juillet 2021. Il entre en jeu et son équipe est battue par cinq buts à trois.
Hopkins joue son premier match avec l'équipe première de D.C. United le 17 avril 2022, à l'occasion d'une rencontre de Major League Soccer face à l'Austin FC. Il est titularisé et son équipe s'incline par trois buts à deux.
Ses performances sont remarquées à l'international puisque le Centre International d'Étude du Sport le classe au cinquième rang dans sa catégorie des « avant-centres tout-terrain les plus prometteurs » dans son rapport mensuel de janvier 2023.

### En sélection
Jackson Hopkins est sélectionné avec l'équipe des États-Unis des moins de 20 ans pour participer au championnat de la CONCACAF des moins de 20 ans en 2022. Lors de cette compétition il joue trois matchs. Son équipe se hisse jusqu'en finale où elle affronte la République dominicaine, contre laquelle elle s'impose par six buts à zéro. Hopkins est titulaire lors de cette finale où il s'illustre en délivrant une passe décisive pour Tyler Wolff sur l'ouverture du score. Les États-Unis remportent ainsi un troisième titre consécutif dans cette compétition.

## Palmarès
États-Unis -20 ans
- Championnat de la CONCACAF des moins de 20 ans
  - Vainqueur : 2022